# Natalya Butuzova
Natalya Butuzova (17 de fevereiro de 1954) é uma arqueira usbeque, medalhista olímpica.

## Carreira
Natalya Butuzova representou a União Soviética nos Jogos Olímpicos em 1980 e 1988, ganhando a medalha de prata no individual em 1980. 